# Hilário Januszewski
Hilário Paweł Januszewski foi um religioso carmelita polaco vítima do nazismo e morreu no campo de concentração de Dachau, em 1945, dias antes da libertação dos prisioneiros.

## Vida e obras
Frei Hilário, apesar de saber do fim iminente da guerra, colocou-se como voluntário para cuidar dos prisioneiros russos, vítimas de uma epidemia de tifo epidêmico no campo de concentração, sabendo que com isto corria risco de morte. Não era a sua primeira oferta feita por amor a Deus, ele oferecera-se para ser levado ao campo de concentração em lugar de um outro padre carmelita, mais idoso, e por isso foi preso pelos nazistas: por ter trocado a sua liberdade pela de um confrade. Foi beatificado dia 13 de junho de 1999, na Polônia, no grupo que ficou conhecido como 108 Mártires da Segunda Guerra Mundial.